# Melanostomias tentaculatus
Melanostomias tentaculatus är en fiskart som först beskrevs av Regan och Trewavas, 1930.  Melanostomias tentaculatus ingår i släktet Melanostomias och familjen Stomiidae. Inga underarter finns listade i Catalogue of Life.